# Henning Koppel
Henning Koppel (* 8. Mai 1918 in Kopenhagen; † 27. Juni 1981 ebenda) war ein dänischer Designer, Bildhauer und Grafiker. Er zählt zu den bedeutendsten skandinavischen Designern der Nachkriegszeit.

## Ausbildung
Henning Koppel studierte von 1935 bis 1936 bei Bizzie Høyer (1888–1977) in Kopenhagen Zeichnen. Bis 1937 studierte er anschließend Bildhauerei bei Anker Hoffmann (1904–1985) an der Königlich Dänischen Kunstakademie in Kopenhagen. 1938 ging er für ein Studienjahr an die Académie Ranson nach Paris, wo er mit neuen Strömungen der Bildhauerei der Avantgarde in Berührung kam.

## Künstlerisches Schaffen

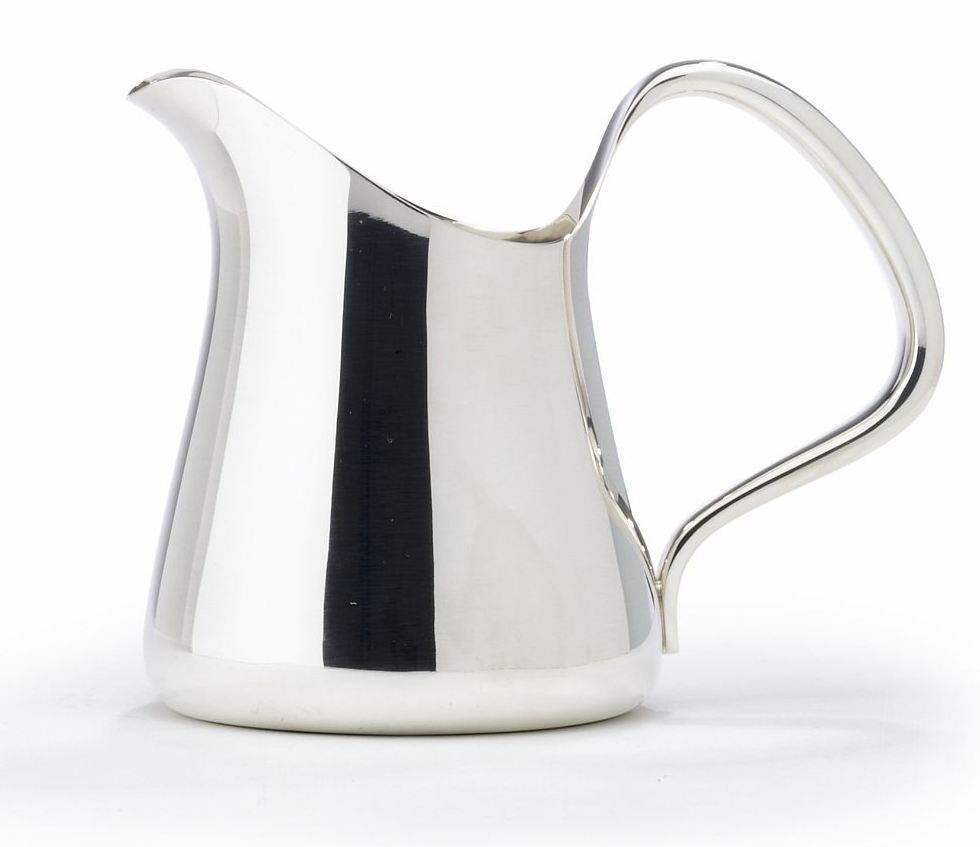
Milchkanne in Silver.

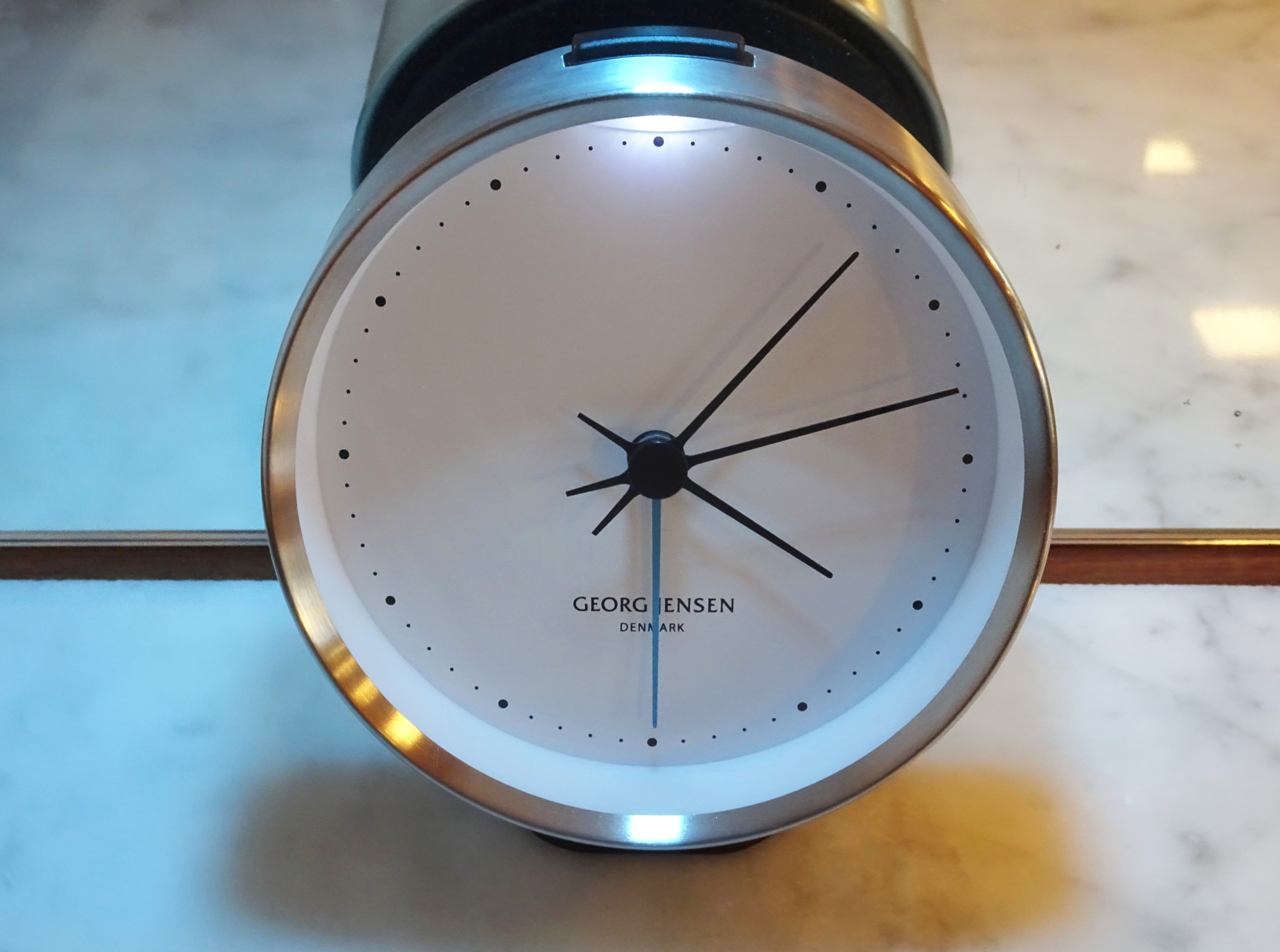
Wecker in Stahl.

Den Zweiten Weltkrieg verbrachte Henning Koppel in Stockholm im Exil. Dort arbeitete er für die schwedischen Unternehmen Orrefors und Svenskt Tenn. In dieser Zeit begann er auch mit der Gestaltung von Gold- und Silberschmuck.
1945 kehrte Henning Koppel nach Dänemark zurück und nahm bald seine Zusammenarbeit mit der Silberschmiede von Georg Arthur Jensen (1866–1935) auf, die bis zu seinem Tode 1981 andauerte. Die größte internationale Anerkennung bekam Henning Koppel für sein formschönes skulpturales Tafelsilber, das er für das Unternehmen Georg Jensen schuf. Für seinen biomorphen Silberschmuck ließ er sich von zeitgenössischen abstrakten Skulpturen Hans Arps (1887–1966) und Constantin Brâncușis (1876–1957) inspirieren. Als Beispiel ist hier sein Armband Modell Nr. 89 (1946) zu nennen, das in seiner plastischen Ausführung sehr futuristisch ist. Seine Silberschale Modell Nr. 980 (1950) zählt zu den Spitzenleistungen moderner Silberschmiedekunst und wurde 1951 mit der Goldmedaille der IX. Triennale in Mailand prämiert. An ihr wird deutlich, wie Henning Koppel Gebrauchsgegenstände in abstrakte Skulpturen übersetzte.
Neben seiner Tätigkeit für die Silberschmiede Georg Jensen arbeitete Henning Koppel auch in anderen Designbereichen und für andere Unternehmen. Zwischen 1961 und 1981 gestaltete er einige Keramiken für die Kopenhagener Porzellanmanufaktur Bing & Grøndahl, darunter das schlichte Porzellanservice Form 24 (1962), das unter dem Namen Koppel Weiß bekannt wurde und dessen Teekanne mit einem markanten, seitlich herausragenden Griff aus Teakholz versehen ist. 1971 nahm Koppel seine Arbeit als freischaffender Designer für die Glashütte Orrefors wieder auf. Außerdem entwarf er 1967 Uhren und Leuchten für das Kopenhagener Unternehmen Louis Poulsen und Briefmarken für die dänische Post.

## Stil
Henning Koppels Entwürfe führten eine völlig neue gestalterische Qualität in die Kopenhagener Silberproduktion ein. Sie hoben sich von den naturalistischen Dekor-Elementen des frühen 20. Jahrhunderts ebenso deutlich ab wie von den geometrisch-funktionalen Formen der dreißiger Jahre. In seiner kunsthandwerklichen Gestaltung verlieh Henning Koppel einer universell organischen Formensprache Ausdruck. Er skizzierte seine gestalterischen Ideen zunächst zeichnerisch und modellierte anschließend in Ton, bevor sie in Silber umgesetzt wurden. Sein Verständnis für die Natur der Werkstoffe führte zur Herstellung exquisiter Metallwaren, die wegen ihrer plastischen und organischen Formen von herausragender Qualität waren. Ihre spiegelglatt polierten Oberflächen und ihre asymmetrischen Linien machten diese Objekte zum Inbegriff des im skandinavischen Design der Nachkriegszeit als New Look bekannten Stils.

## Auszeichnungen
Henning Koppels Glas-, Stahl- und Silber-Kreationen für Georg Jensen erhielten auf der IX., X. und XI. Mailänder Triennale von 1951, 1954 und 1957 Goldmedaillen. Außerdem wurden seine Arbeiten 1953 mit dem Lunning-Preis sowie 1963 mit dem International Design Award of the American Institute of Designers ausgezeichnet.

## Privatleben
Henning Koppels Bruder war der dänische Architekt Nils Koppel (* 11. Juni 1914 Kopenhagen, verheiratet mit der Architektin Eva Koppel geb. Ditlevsen (* 1. Januar 1916 in Kopenhagen; † 2006)). Henning Koppels Tochter war die dänische Textil-Designerin Nina Koppel (* 1942; † 1989).